# Étrépilly (Sena i Marne)
Étrépilly és un municipi francès, situat al departament de Sena i Marne i a la regió de Illa de França. L'any 2007 tenia 817 habitants.
Forma part del cantó de La Ferté-sous-Jouarre, del districte de Meaux i de la Comunitat de comunes del Pays de l'Ourcq.

## Demografia

### Població
El 2007 la població de fet d'Étrépilly era de 817 persones. Hi havia 287 famílies, de les quals 52 eren unipersonals (20 homes vivint sols i 32 dones vivint soles), 68 parelles sense fills, 143 parelles amb fills i 24 famílies monoparentals amb fills.
La població ha evolucionat segons el següent gràfic:
Habitants censats

### Habitatges
El 2007 hi havia 320 habitatges, 290 eren l'habitatge principal de la família, 7 eren segones residències i 22 estaven desocupats. 292 eren cases i 27 eren apartaments. Dels 290 habitatges principals, 239 estaven ocupats pels seus propietaris, 50 estaven llogats i ocupats pels llogaters i 2 estaven cedits a títol gratuït; 1 tenia una cambra, 12 en tenien dues, 40 en tenien tres, 80 en tenien quatre i 158 en tenien cinc o més. 226 habitatges disposaven pel capbaix d'una plaça de pàrquing. A 109 habitatges hi havia un automòbil i a 155 n'hi havia dos o més.

### Piràmide de població
La piràmide de població per edats i sexe el 2009 era:
| Homes | Edats   | Dones |
| ----- | ------- | ----- |
| 0     | 95 o +  | 0     |
| 4     | 90 a 94 | 4     |
| 0     | 85 a 89 | 8     |
| 4     | 80 a 84 | 0     |
| 4     | 75 a 79 | 4     |
| 12    | 70 a 74 | 4     |
| 8     | 65 a 69 | 16    |
| 4     | 60 a 64 | 12    |
| 12    | 55 a 59 | 8     |
| 36    | 50 a 54 | 16    |
| 0     | 45 a 49 | 32    |
| 68    | 40 a 44 | 28    |
| 40    | 35 a 39 | 52    |
| 40    | 30 a 34 | 32    |
| 20    | 25 a 29 | 24    |
| 12    | 20 a 24 | 20    |
| 20    | 15 a 19 | 28    |
| 44    | 10 a 14 | 16    |
| 48    | 5 a 9   | 56    |
| 40    | 0 a 4   | 12    |

## Economia
El 2007 la població en edat de treballar era de 570 persones, 448 eren actives i 122 eren inactives. De les 448 persones actives 422 estaven ocupades (235 homes i 187 dones) i 26 estaven aturades (12 homes i 14 dones). De les 122 persones inactives 23 estaven jubilades, 53 estaven estudiant i 46 estaven classificades com a «altres inactius».

### Ingressos
El 2009 a Étrépilly hi havia 292 unitats fiscals que integraven 860 persones, la mediana anual d'ingressos fiscals per persona era de 21.008 €.

### Activitats econòmiques
Dels 29 establiments que hi havia el 2007, 2 eren d'empreses de fabricació d'altres productes industrials, 11 d'empreses de construcció, 6 d'empreses de comerç i reparació d'automòbils, 5 d'empreses de transport, 1 d'una empresa d'hostatgeria i restauració, 1 d'una empresa d'informació i comunicació i 3 d'empreses de serveis.
Dels 11 establiments de servei als particulars que hi havia el 2009, 1 era una oficina de correu, 2 tallers de reparació d'automòbils i de material agrícola, 1 paleta, 1 fusteria, 2 lampisteries, 3 electricistes i 1 restaurant.
L'únic establiment comercial que hi havia el 2009 era una botiga d'electrodomèstics.
L'any 2000 a Étrépilly hi havia 9 explotacions agrícoles que ocupaven un total de 1.179 hectàrees.

## Equipaments sanitaris i escolars
El 2009 hi havia una escola elemental integrada dins d'un grup escolar amb les comunes properes formant una escola dispersa.

## Poblacions més properes
El següent diagrama mostra les poblacions més properes.